# 小原村 (大分県)
小原村（おわらむら）は、大分県東国東郡にあった村。現在の国東市国東町小原にあたる。

## 地理
国東半島の東部に位置していた。
- 海洋：伊予灘[2]
- 河川：清流川[2]

## 歴史
- 1889年（明治22年）4月1日、町村制の施行により、東国東郡小原村が単独で村制施行し、小原村が発足[1][2]。大字は小原の1大字を編成[2]。
- 1901年（明治34年）4月1日、東国東郡国東町に編入され廃止[1][2]。

## 産業
- 農業、漁業[2]

## 教育
- 1873年（明治6年）第17小区普通小学校啓蒙学校開校[2]。1875年（明治8年）上小原に新涯学校開校[2]。1888年（明治21年）両校が合併して小原小学校（現：国東市立小原小学校）となる[2]。